# چیزی درباره هری
چیزی دربارهٔ هری یک فیلم کمدی رمانتیک آمریکایی در سال ۲۰۲۰ است. این فیلم توسط پیتر پیج و جاش سنتر نوشته شده و به کارگردانی پیج ساخته شده‌است، فیلم، داستان سام (جیک بورلی)، یک جوان همجنسگرا را دنبال می‌کند که در بزرگسالی با قلدر سابق دبیرستانش هری (نیکو ترهو)، دیدار می‌کند، پس از اینکه هری فاش کرد که او اکنون خود را به عنوان همه جنسگرا معرفی می‌کند، این دو مرد دوست و عاشق یکدیگر می‌شوند. در این فیلم بریت بارون و کارامو براون و همچنین خود پیج در نقش‌های فرعی بازی می‌کنند.
این فیلم اولین بار در ۱۵ فوریه سال ۲۰۲۰ در ای‌بی‌سی خانوادگی و هولو به نمایش درآمد.

## خلاصه
سام به عنوان یک لطف برای یک دوست، با وجود اذیت و آزار هری، مسافرت جاده‌ای به شهر خود را آغاز می‌کند. در طول سفر هری به‌طور عادی خود را فاقد جنسیت می‌داند، و سام را شوکه می‌کند…

## بازیگران
- جیک برلی در نقش سام باسل
- نیکو ترهو در نقش هری تورپین
- بریت بارون در نقش آناستازیا «استازیا» هوپر
- جفت بالابان در نقش زاک
- کارامو براون در نقش پل
- پیتر پیج در نقش کیسی

## تولید
این فیلم ابتدا توسط تهیه‌کنندگان اجرایی گرگ گوگلیوتا و اف جی دنی به ای‌بی‌سی خانوادگی فروخته شد. فیلمنامه در ژوئیه ۲۰۱۹ نهایی شد و تولید آن در نوامبر همان سال آغاز شد. پیج اظهار داشت که یکی از اهداف وی در نوشتن این فیلم انعکاس این واقعیت بود که جوانان دگرباش جنسی، هویت جنسی خود را به روش‌های متنوع تری نسبت به نسل‌های گذشته مفهوم بندی و برچسب گذاری می‌کنند. به عنوان مثال هری بیش از همجنسگرا یا دوجنسگرا ،همه جنسگرا است، زیرا «احتمال اینکه دو جوان کوئیر زیر ۲۵ سال را به عنوان همجنسگرا تشخیص دهند، در این نسل برای من ناچیز است.»
پیج در ابتدا قصد حضور در این فیلم را به عنوان کیسی نداشت، اما بعداً تصمیم گرفت که در این نقش ایفای نقش کند زیرا در سال ۲۰۲۰، ۲۰ سال از اکران به عجیبی مردم می‌گذرد و داشتن یک فیلم ادای احترام کوچک به بازی خودش در نقش امت هانی کات در آن مجموعه، ارزش نمادین خواهد داشت.
این فیلم در شیکاگو فیلمبرداری شده‌است.

## استقبال
این فیلم به دلیل اجرای کلاسیک ژانر کمدی رمانتیک با علایق و عاشقانه همجنسگرایان، نظرات مثبتی را به دست آورد، و این در حالی است که این فیلم عادی سازی بسیار ضروری روابط کویئرها را انجام می‌دهد در حالی که منحصر به فرد بودن آن را از بین نمی‌برد. یاسمین بلو از تلویزیون فنتیک این فیلم را ستایش کرد و بیان کرد: «به فرمول کلاسیک کمدی رمانتیک پایبند بود، در حالی که هنوز به اندازه کافی متفکر و آگاه بود که نمی‌تواند یک زوج همجنس عوض کند و کل فیلم را از دیدگاه و فرهنگ ال‌جی‌بی‌تی رها کند.» الکس ریف این فیلم را به دلیل تنش‌های نمایش داده شده توسط شخصیت‌های اصلی و شخصیت‌های درجه سه قابل ستایش توصیف کرد. او به این فیلم نمره ۴٫۵ از ۵ را داد. عماری الله نتیجه می‌گیرد که این فیلم نمایشی مثبت از همه جنسگرایی را ارائه می‌دهد در حالی که از موضوع آسیب روانی رایج در فیلم‌های ال‌جی‌بی‌تی اجتناب می‌کند، او همچنین به عدم تنوع در انتخاب بازیگران نیز اشاره کرد.